# シリル・ガーヌ
シリル・ガーヌ（Ciryl Gane、1990年4月12日 - ）は、フランスの男性総合格闘家。ヴァンデ県ラ・ロッシュ＝シュル＝ヨン出身。MMAファクトリー所属。元UFC世界ヘビー級暫定王者。UFC世界ヘビー級ランキング1位。シリル・ガーンとも発音される。

## 来歴
フランスのラ・ロッシュ＝シュル＝ヨンでグアドループをルーツに持つ家庭に生まれ、10代の頃はサッカーとバスケットボールで活躍した。その後、家具の販売員として働くためにパリへ移住し、24歳の頃に友人の紹介でムエタイを始めた。

### ムエタイ
初日の練習でコーチを驚かせる程の才能を見せたが、当初のガーヌ本人はそれに気付いておらず、ムエタイに本気で打ち込む気もなかったがそれを見かねたコーチが「本気でやる気がないならジムを辞めてもらう」と発破をかけたことで自身の可能性に気付き、それから数ヶ月後にデビュー戦を行い勝利している。
2016年6月4日、AFMT91kg級王座を獲得。その後、K-1への参戦経験を持つブリース・ギドンに3RTKO勝ち、WBCムエタイ世界スーパーヘビー級王者のヤシネ・ブガネムに判定勝ちを収めるなどの活躍を見せ、13戦全勝（9KO）の戦績を残し。

### 総合格闘技
ガーヌがブリース・ギドン戦に向けてヘビー級のスパーリングパートナーを探していたところ、友人の父親がシェフをしているカメルーン料理店の客だった、総合格闘技ジム「MMAファクトリー」のオーナー、フェルナンド・ロペスからジムでトレーニングをする許可を得る。当初ロペスは、ガーヌのことを全く知らずギドンに勝てるわけが無いと思っており、ジムのフランシス・ガヌーなど他の選手のコーチで忙しかったこともあってガーヌを全く気にかけていなかった。しかし、ガーヌがギドンに勝ったことを知ると、その晩すぐにインターネットでガーヌの試合を全部見てその才能の高さに驚くと、翌日にはガーヌをジムのオフィスに呼び、「お前なら間違いなくUFC王者になれると思う。2年以内に確実にUFCと契約できるだろう。しかしそのためにはムエタイをやめる必要がある」と総合格闘技転向を勧めた。ガーヌは総合格闘技に転向するつもりは全く無くUFCについてもほとんど何も知らなかったので最初は迷ったが、ロペスの言葉を信じてムエタイで4試合した後に総合格闘技に完全に転向した。
2018年8月2日、プロ総合格闘技デビュー戦となったTKO Fight Night 1のTKOヘビー級王座決定戦でボビー・サリバンと対戦し、フロントチョークで1R一本勝ち。王座獲得に成功した。その後、王座を2度防衛し、UFCと契約した。

### UFC
2019年8月10日、UFC初参戦となったUFC Fight Night: Shevchenko vs. Carmouche 2でハファエル・ペソアと対戦し、肩固めで1R一本勝ち。
2019年10月26日、UFC Fight Night: Maia vs. Askrenでドンテイル・メイエスと対戦し、ヒールフックで3R一本勝ち。パフォーマンス・オブ・ザ・ナイトを受賞した。
2020年12月12日、UFC 256でヘビー級ランキング7位の元UFC世界ヘビー級王者ジュニオール・ドス・サントスと対戦し、右ジャブで後退したドス・サントスに追撃の右肘打ちで2RTKO勝ち。試合後、ドス・サントスはガーヌが放った右肘打ちが後頭部に当たったため反則だと主張したが、解説のジョー・ローガンとダニエル・コーミエはリプレイを見て反則ではないとの見解を示した。
2021年2月27日、UFC Fight Night: Rozenstruik vs. Ganeでヘビー級ランキング4位のジャルジーニョ・ホーゼンストライクと対戦。リーチを活かしたジャブと蹴りでホーゼンストライクを完封して3-0の5R判定勝ち。
2021年6月26日、UFC Fight Night: Gane vs. Volkovでヘビー級ランキング5位のアレキサンダー・ヴォルコフと対戦し、スタンドの攻防で終始圧倒して3-0の5R判定勝ち。

#### UFC世界暫定王座獲得
2021年8月7日、UFC 265のUFC世界ヘビー級暫定王座決定戦でヘビー級ランキング2位のデリック・ルイスと対戦。序盤からスタンドの攻防で試合のペースを掴むと、3R終盤にパンチ連打でダウンを奪い、追撃のパウンドでTKO勝ち。総合格闘技デビューから僅か3年で暫定王座を獲得し、パフォーマンス・オブ・ザ・ナイトを受賞した。

#### 暫定王座陥落
2022年1月22日、UFC 270のUFC世界ヘビー級王座統一戦で正規王者フランシス・ガヌーと対戦。打撃の攻防で優勢に立ったものの、テイクダウンとグラウンドの攻防で巻き返され、僅差で0-3の5R判定負け。王座統一に失敗するとともに暫定王座から陥落し、キャリア11戦目で初黒星を喫した。
2022年9月3日、UFC Fight Night: Gane vs. Tuivasaでヘビー級ランキング3位のタイ・トゥイバサと対戦。2Rに右フックでキャリア初のダウンを奪われるも、ボディへの打撃を効かせるなどスタンドで終始優勢に立ち、3Rにカウンターの右ストレートでぐらつかせ追撃の左フックでKO勝ち。ファイト・オブ・ザ・ナイトを受賞した。
2023年3月4日、UFC 285のUFC世界ヘビー級王座決定戦で元UFC世界ライトヘビー級王者ジョン・ジョーンズと対戦。開始早々にテイクダウンを奪われ、トップポジションからのギロチンチョークで1R一本負け。王座獲得に失敗した。
2023年9月2日、UFC Fight Night: Gane vs. Spivakでヘビー級ランキング7位のセルゲイ・スピバックと対戦。1Rにスピバックのタックルを切り、ボディへの打撃を効かせ続け、2Rにスタンドパンチ連打でTKO勝ち。パフォーマンス・オブ・ザ・ナイトを受賞した。
2024年12月7日、UFC 310でヘビー級ランキング3位のアレキサンダー・ヴォルコフと約3年半ぶりに再戦し、2-1の判定勝ち。しかし、試合後に判定が物議を醸し、ガーヌはインタビューで試合序盤に足の指を骨折したことを明かした。

## ファイトスタイル
ヘビー級離れしたスピードと軽やかなフットワークを使うことができ、距離感のコントロール能力に優れる。試合中の動きに無駄がなく、オーソドックスとサウスポーの両構えから繰り出されるスピーディーかつシャープなジャブと多彩な蹴り技を得意としている。

## 人物・エピソード
- 2022年に元UFC世界ライト級王者ハビブ・ヌルマゴメドフから、ガーヌの弱点であるレスリングとグラップリングを改善するために、レスリングが盛んなヌルマゴメドフの故郷ダゲスタン共和国で1年半から2年間トレーニングして欲しいとオファーを受けるが、ガーヌは家族をフランスに残して海外に長期間滞在することは出来ないとしてオファーを断っている[20]。
- UFC Fight Night: Gane vs. Spivakに出場中、ノジャン＝シュル＝マルヌの自宅に強盗が侵入し、ロレックスの腕時計などを含む16万ドル以上相当の金品が盗まれる被害に遭った[21]。
- 既婚者であり、2人の娘がいる[22]。

## 戦績

### 総合格闘技
| 総合格闘技 戦績 | 総合格闘技 戦績 | 総合格闘技 戦績 | 総合格闘技 戦績 | 総合格闘技 戦績 | 総合格闘技 戦績 | 総合格闘技 戦績 |
| --------------- | --------------- | --------------- | --------------- | --------------- | --------------- | --------------- |
| 15 試合         | (T)KO           | 一本            | 判定            | その他          | 引き分け        | 無効試合        |
| 13 勝           | 6               | 3               | 4               | 0               | 0               | 0               |
| 2 敗            | 0               | 1               | 1               | 0               | 0               | 0               |

| 勝敗 | 対戦相手                           | 試合結果                          | 大会名                                                       | 開催年月日     |
|      | トム・アスピナル                   | 試合前                            | UFC 321: Aspinall vs. Gane 【UFC世界ヘビー級タイトルマッチ】 | 2025年10月25日 |
| ○    | アレキサンダー・ヴォルコフ         | 5分3R終了 判定2-1                 | UFC 310: Pantoja vs. Asakura                                 | 2024年12月7日  |
| ○    | セルゲイ・スピバック               | 2R 3:44 TKO（スタンドパンチ連打） | UFC Fight Night: Gane vs. Spivak                             | 2023年9月2日   |
| ×    | ジョン・ジョーンズ                 | 1R 2:04 ギロチンチョーク          | UFC 285: Jones vs. Gane 【UFC世界ヘビー級王座決定戦】        | 2023年3月4日   |
| ○    | タイ・トゥイバサ                   | 3R 4:23 KO（左フック→パウンド）   | UFC Fight Night: Gane vs. Tuivasa                            | 2022年9月3日   |
| ×    | フランシス・ガヌー                 | 5分5R終了 判定0-3                 | UFC 270: Ngannou vs. Gane 【UFC世界ヘビー級王座統一戦】      | 2022年1月22日  |
| ○    | デリック・ルイス                   | 3R 4:11 TKO（パウンド）           | UFC 265: Lewis vs. Gane 【UFC世界ヘビー級暫定王座決定戦】    | 2021年8月7日   |
| ○    | アレキサンダー・ヴォルコフ         | 5分5R終了 判定3-0                 | UFC Fight Night: Gane vs. Volkov                             | 2021年6月26日  |
| ○    | ジャルジーニョ・ホーゼンストライク | 5分5R終了 判定3-0                 | UFC Fight Night: Rozenstruik vs. Gane                        | 2021年2月27日  |
| ○    | ジュニオール・ドス・サントス       | 2R 2:34 TKO（右肘打ち→パウンド）  | UFC 256: Figueiredo vs. Moreno                               | 2020年12月12日 |
| ○    | タナー・ボーザー                   | 5分3R終了 判定3-0                 | UFC Fight Night: Edgar vs. The Korean Zombie                 | 2019年12月21日 |
| ○    | ドンテイル・メイエス               | 3R 4:46 ヒールフック              | UFC Fight Night: Maia vs. Askren                             | 2019年10月26日 |
| ○    | ハファエル・ペソア                 | 1R 4:42 肩固め                    | UFC Fight Night: Shevchenko vs. Carmouche 2                  | 2019年8月10日  |
| ○    | ロジャース・ソウザ                 | 1R 4:26 TKO（パウンド）           | TKO 48: Souza vs Gane 【TKOヘビー級タイトルマッチ】          | 2019年5月24日  |
| ○    | アダム・ディスカ                   | 2R 4:57 TKO（左フック→パウンド）  | TKO 44: Hunter vs Barriault 【TKOヘビー級タイトルマッチ】    | 2018年9月21日  |
| ○    | ボビー・サリバン                   | 1R 1:42 フロントチョーク          | TKO Fight Night 1 【TKOヘビー級王座決定戦】                  | 2018年8月2日   |

### ムエタイ
- プロムエタイ：13戦13勝（9KO）0敗

| 戦           | 日付           | 勝敗 | 時間 | 内容 | 対戦相手               | 国籍         | 備考                                              |
| ------------ | -------------- | ---- | ---- | ---- | ---------------------- | ------------ | ------------------------------------------------- |
| 1            | 2014年11月1日  | 勝利 | 1R   | KO   | シリル・オマーリ       | コンゴ共和国 | Show Thaï 10                                      |
| 2            | 2015年2月15日  | 勝利 | 2R   | KO   | ヤン・クアジャ         | フランス     | Super Fight                                       |
| 3            | 2015年5月8日   | 勝利 | 2R   | KO   | ジョナサン・ゲンゴール | フランス     | Show Thaï 12                                      |
| 4            | 2015年10月31日 | 勝利 | 3R   | 判定 | ブランドン・モビ       | フランス     | Show Thaï 13                                      |
| 5            | 2015年12月10日 | 勝利 | 3R   | 判定 | ブランドン・モビ       | フランス     | Paris Fight                                       |
| 6            | 2016年4月2日   | 勝利 | 1R   | KO   | イメド・スイッシ       | トルコ       | 8e Défi des Champions                             |
| 7            | 2016年6月4日   | 勝利 | 2R   | TKO  | ジェレミー・ジャンヌ   | フランス     | Hurricane Fighting 3 【AFMT91kg級タイトルマッチ】 |
| 8            | 2016年11月5日  | 勝利 | 3R   | 判定 | サミ・バチャー         | フランス     | Gala des 5 Nations                                |
| 9            | 2017年3月18日  | 勝利 | 3R   | TKO  | ブリース・ギドン       | フランス     | La Nuit Des Titans                                |
| 10           | 2017年4月22日  | 勝利 | 1R   | KO   | ジョナサン・ゲンゴール | フランス     | Muay Thai Spirit 5 【AFMT91kg級タイトルマッチ】   |
| 11           | 2017年5月27日  | 勝利 | 3R   | TKO  | バンガリー・ケイタ     | フランス     | Warriors Night                                    |
| 12           | 2017年10月28日 | 勝利 | 3R   | 判定 | ヤシネ・ブガネム       | ベルギー     | Duel 2                                            |
| 13           | 2018年6月9日   | 勝利 | 1R   | TKO  | ダニエル・レンティ     | カメルーン   | La Nuit De l'Impact IV                            |
| テンプレート |                |      |      |      |                        |              |                                                   |

## 獲得タイトル

### 総合格闘技
- TKOヘビー級王座（2018年）
- UFC世界ヘビー級暫定王座（2021年）

### ムエタイ
- AFMT91kg級王座（2016年）

## 表彰
- UFC パフォーマンス・オブ・ザ・ナイト（2回）
- UFC ファイト・オブ・ザ・ナイト（1回）